# MTV Unplugged: KinKi Kids
『MTV Unplugged: KinKi Kids』(MTV アンプラグド: キンキキッズ)は、KinKi Kidsの22作目の映像作品、及び19作目のライブビデオ。2018年4月11日にジャニーズ・エンタテイメントから発売。

## 概要
2017年5月31日にチームスマイル・豊洲PITで約800人の観客を招いて行われたプレミアムアコースティックライブの模様を収録。同年7月17日にMTVにて1時間にわたって特別番組として放送されたが、本作には番組で放送された11曲に未放送分の2曲とMCを加えた内容が収録されている。
特典・仕様・収録内容は全てDVD・Blu-ray共通、通常盤のみでの発売となった。

## 仕様・特典
- 先着購入特典 - クリアファイル（A4サイズ/全仕様共通絵柄）[6]
- 仕様 - Disc1枚、5面10Pリーフレット[6]

## 収録曲
1. ボクの背中には羽根がある
2. 硝子の少年
3. 道は手ずから夢の花
4. 愛されるより 愛したい
5. ね、がんばるよ。
6. 薄荷キャンディー
7. 月光
8. Love is... 〜いつもそこに君がいたから〜
9. 薔薇と太陽
10. やめないで,PURE
11. 全部だきしめて
12. 愛のかたまり
13. もう君以外愛せない